# مجاور احمد زیار

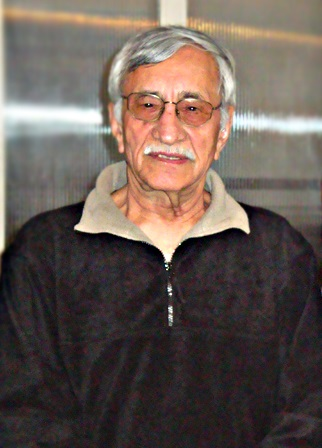
مجاور احمد زیار - ۲۰۱۱

مجاور احمد زیار (متولد ۱۹۳۷) زبان‌شناس، نویسنده و مورخ افغان است.

## سنین جوانی و تحصیل
زیار در سال ۱۹۳۷ در ولایت ننگرهار افغانستان به دنیا آمد. تحصیلات ابتدایی را در مکتب محلی به پایان رساند و لیسه را در کابل به پایان رساند. مجاور احمد پس از فراغت از لیسه در سال ۱۹۵۹م در پوهنځی زبان و ادبیات پوهنتون کابل پذیرفته شد. ۳ سال بعد فارغ‌التحصیل شد و در همان پوهنځی مشغول به کار شد. در سال ۱۹۶۶ به برن سوئیس رفت و در آنجا مدرک کارشناسی ارشد و دکترا را از پوهنتون برن دریافت کرد.

## زندگی کاری
از سال ۱۹۸۴ تا ۱۹۸۶، زیار به عنوان استاد مهمان در دانشگاه هومبولت، برلین، آلمان تدریس کرد. از سال ۱۹۹۴ تا ۱۹۹۶ به عنوان استاد مدعو در دانشگاه پیشاور در دپارتمان پشتو تدریس کرد. او در سال ۱۹۹۶ به آکسفورد نقل مکان کرد و از آن زمان با خانواده اش در این شهر زندگی می‌کند. در ۲۰ سال گذشته او به شخصیتی بسیار مورد احترام در رشته خود تبدیل شده‌است و تحقیقات آکادمیک را برای دانشگاه آکسفورد، دانشگاه کمبریج انجام داده‌است و در عین حال به چندین نشریه در مورد تاریخ آسیای مرکزی و فارسی مشاوره می‌دهد.

## کار آکادمیک
زیار نویسنده بیش از ۵۰ کتاب (شامل فرهنگ لغت و شعر) است.

## برای مطالعهٔ بیشتر
- Yoon, Ismail, Zyar - De Pashtanay Farhang Yaw Zaland Storai (استاد زیار - د پښتنی فرهنګ یو ځلاند ستوری)